# ニュウトン・メンドンサ
ニュウトン・フェレイラ・ヂ・メンドンサ（Newton Ferreira de Mendonça、1927年2月14日 - 1960年11月22日）は、ブラジルのミュージシャン。アントニオ・カルロス・ジョビンらとともに、ボサノヴァの創設に大きな役割を果たした一人。

## 経歴
リオデジャネイロ生まれ。ジョビンとは幼なじみであった。昼間は音楽以外の仕事をして夜にはナイトクラブでピアニストとして働くという生活をしながら、1953年よりジョビンとともに音楽活動を行う日々を過ごしていた。2人が共作した「ヂザフィナード」は「ボサノヴァ」という言葉が歌詞に登場する初めての曲であり、同ジャンルを特徴づけるのに影響を与えた。
メンドンサは1959年に心臓発作を起こし、翌1960年11月22日に急性心筋梗塞により急死した。33歳没。「ヂザフィナード」はスタン・ゲッツとジョアン・ジルベルトのアルバム『ゲッツ/ジルベルト』などを通して有名になり、世界中で、特にジャズミュージシャン達から支持を受けたが、同アルバムが発表されたのは彼の死後の1964年であり、メンドンサ自身が生前に世界的な評価を得ることはなかった。

## 代表作

### アントニオ・カルロス・ジョビンとの共作
- フォイ・ア・ノイチ（Foi a Noite）
- メヂタサォン（Meditaçao）
- 十字路（Caminhos Cruzados）
- サンバ・ヂ・ウマ・ノタ・ソ（ワン・ノート・サンバ）
- ヂザフィナード